# Illschwang
Illschwang là một đô thị ở huyện Amberg-Sulzbach bang Bayern nước Đức. Đô thị Illschwang có diện tích 54,15 km², dân số thời điểm ngày 31 tháng 12 năm 2006 là 2067 người.